# Цирубін Дмитро Малахович
Дмитро Малахович Цирубин (біл. Дзмітрый Малахавіч Цырубін; 15 травня 1916, Титівка, (нині Климовицького району Могильовської області, Білорусь) — 6 березня 1996, Миколаїв) — командир танкового батальйону 15-ї гвардійської танкової Речицької бригади, полковник. Герой Радянського Союзу (24.03.1945).

## Біографія
Дмитро Малахович Цирубін народився 15 травня 1916 року в селі Титівка (нині Климовицького району Могильовської області) Білорусі в селянській родині. Білорус. Закінчив 8 класів, радпартшколу. Працював рахівником у радгоспі.
У РСЧА з 1937 року. Член ВКП(б) із 1939 року. Учасник радянсько-фінської війни 1939—1940 років, походу радянських військ на Бессарабію в 1940 році. У 1941 році закінчив Одеське Військово-політичне училище.
На фронтах Німецько-радянської війни з 1941 року. У 1944 році закінчив Вищі офіцерські бронетанкові курси. Командир танкового батальйону 15-ї гвардійської танкової бригади (1-й гвардійський танковий корпус, 65-та армія, 1-й Білоруський фронт) гвардії майор Д. М. Цирубін, із передовими підрозділами бригади, форсував 5 вересня 1944 року ріку Нарев. У боях за розширення і утримання плацдарму в районі населеного пункту Карневек, розташованого північніше польського міста Сероцьк, Цирубін Д. М. вміло організував атаку опорного пункту противника, завдавши йому значних втрат у живій силі та техніці.
Указом Президії Верховної Ради СРСР від 24 березня 1945 року за зразкове виконання бойових завдань командування на фронті боротьби з німецько-фашистським загарбниками та проявлені при цьому мужність та героїзм гвардії майору Цирубіну Дмитру Малаховичу присвоєно звання Героя Радянського Союзу.
Після війни продовжував службу в армії. У 1951 році закінчив Вищу офіцерську школу самохідної артилерії. У 1956 році пішов у відставку в званні полковника.
Жив у місті Миколаєві, що на Україні. Помер 6 березня 1996 року.

## Нагороди та звання
- Звання Герой Радянського Союзу (Указ Президії верховної Ради СРСР від 24 березня 1945 року):
  - орден Леніна № 32431,
  - медаль «Золота Зірка» № 5500;
- орден Червоного Прапора № 111759 (наказ Військової ради 1-го Білоруського фронту № 032/н від 20 липня 1944 року);
- орден Червоного Прапора № 205592. (наказ Військової ради 2-го Білоруського фронту № 025/н від 30 березня 1945 року);
- орден Вітчизняної війни I ступеня (Указ Президії Верховної Ради СРСР від 11 березня 1985 року);
- Медаль «За відвагу» (Указ Президії Верховної Ради СРСР від 1 травня 1940 року);
- медаль «За бойові заслуги» (№ 3183628);
- медаль "За перемогу над Німеччиною у Великій Вітчизняній війні 1941—1945 рр.. " (Указ Президії Верховної Ради СРСР від 9 травня 1945 року);
- інші медалі СРСР.